# Caulipsolon
Genre
Classification phylogénétique
Caulipsolon  Klak est un genre de plante de la famille des Aizoaceae.
Caulipsolon Klak, in Bot. Jahrb. Syst. 120(3): 364 (1998) [nom. inval.] ; Klak, in Ill. Handb. Succ. Pl., Aizoaceae A-E: 103 (2002)
Type : Caulipsolon rapaceum (Jacq.) Klak (Mesembryanthemum rapaceum Jacq.)

## Liste des espèces
Caulipsolon  Klak est, à ce jour, un genre monotype.
- Caulipsolon rapaceum (Jacq.) Klak